# Інаят Закіатуддін Сіах
Інаят Закіатуддін Сіах (бл. 1645 — 3 жовтня 1688) — султана Ачех в 1678—1688 роках.

## Життєпис
Походила з династії Мевкута Алам, побічної гілки. Існують суперечливі версії про її походження. Згідно з відносно достовірною хронікою Бустанус Салатін, вона була донькою Султан-Мухаммеда Сіаха. Три невеликих хроніки стверджують, що вона була донькою султани Нурул Алами. Рукопис з Національного університету Малайзії свідчить, що вона донька маліка Радліата Сіаха, сина султана Алі Ріаята Сіаха III.
При народженні отримала ім'я Путері Раджа Сетія. Здобула гарну освіту, володіла арабською мовою. У січні 1678 року після смерті султани Нурул Алами отримала трон. Взяла ім'я Інаят Закіатуддін Сіах. Створила Меджліс Оранг Каїв (Раду багатих людей) з 12 осіб. Карбувала золоті дирхеми вагною12,55 г з власним ім'ям з одного боку й власною печаткою з іншого.
1683 року прийняло посольство Саїда ібн Бараката, шарифі Мекки, на чолі із аль-Хаджем Юсуфом бен-Кодрі. Для встановлення тривалих контактів з шаріфатом в якості подарунків передала камфору та золоті прикраси.
1684 року відкинула пропозицію Англійської Ост-Індської компанії відкрити на території султанату свій торгівельний форпост, побоючись відповіді Голландської Ост-Індської компанії.
Продовжувала політику попередників. щодо збереження мир з сусідами, європейцями та в середині держави. Більше уваги приділяла літературі та релігії, зокрема підтримувала відомого ісламського вченого Абдуррауфа Сінгкілі, який на замовлення султани склав коментар до хадисів аль-Нававі.
Померла Інаят Закіатуддін Сіах 1688 року. Владу отримала представниця іншої гілки правлячої династії Камалат Сіах.

## Опис
Була великого зросту, гладка, плечиста, мала гучний, низький голос. Християнські торгівці та посланці навіть припускали, що це не справжня жінка, а переодягнений євнух.